# Moskvitch G5
El Moskvitch G5 fue un auto de fórmula 1 producido por Moskvitch en 1965. Poseía un motor llamado GD-1 de ocho cilindros y 1500 cc con 200 hp (150 kW) de potencia a 10,500 rpm; éste motor estaba adecuado para utilizar 4 carburadores duales Weber con un peso total de 158 kg (348 lb) y durante su primera prueba logró 162 hp (121 kW) de potencia a 6000 rpm. El G5 fue también el primer auto ruso en usar frenos de disco para las cuatro ruedas, la carrocería de fibra de vidrio que usaba el coche fue diseñada usando un túnel de viento. En algún momento, los fondos para la construcción de este vehículo se cortaron, por lo que el coche tuvo que usar un motor L-4 del Moskvitch 412, pero modificado para DOHC y con una cilindrada aumentada a 1840 cc que le daban 124hp (92 kW).
- Datos: Q3544968